# Jakovljev Jak-1
Jakovljev Jak-1 (rusko Яковлев Як-1) je bilo prvo lovsko letalo iz niza lovskih letal iz tovarne Jakovljev in eno prvih sodobnih sovjetskih letal, izdelanih med drugo svetovno vojno.

## Zasnova in razvoj
Razvoj letala se je začel zaradi potreb Rdeče armade po sodobnem lovskem letalu v poznih tridesetih letih 20. stoletja. V biroju Jakovljev so začeli z delom okoli dveh zamisli, ki so ju predstavili 29. julija 1939.
Zgradili naj bi dva prototipa. Prvi, pod delovnim imenom I-26-1, naj bi dosegel hitrost do 620 km/h na višini 6.000 m, imel dolet 600 km, dosegel višino 10.000 m pod 11 minutami ter imel oborožitev 2 strojnici 7,62 mm ShKAS ter 1 težko strojnico Berezin BS 12,7 mm.
Drugi prototip, I-26-2 naj bi bil opremljen z motorjem M-106, ki bi mu omogočal najvišjo hitrost okoli 650 km/h na višini 10.000 m, oborožen pa bi bil z dvema strojnicama ShKAS, kalibra 7,62 mm. Zaradi težav z dobavo motorjev pa so ta prototip umaknili z risalnih miz.
Tako je prvi prototip lovca I-26-1 poletel 13. januarja 1940. Letalo je imelo že takoj na začetku velike težave s pregrevanjem, kar je imelo za posledico 15 zasilnih pristankov v fazi testiranja in smrt enega preizkusnega pilota. Težave s pregrevanjem so sicer kasneje omilili, nikoli pa je niso mogli popolnoma odpraviti.
Kljub velikim težavam je bilo letalo odobreno za serijsko proizvodnjo pod imenom Jak-1. Prvo letalo je tako iz tovarne zapeljalo že 19. februarja 1940, le slab mesec po prvem poletu.
Ob nemškem napadu na Sovjetsko Zvezo, 22. junija 1941 so se začele pojavljati težave pri dobavi materiala, kar je prisililo tovarno, da je do leta 1942 napravila 12.000 sprememb v zasnovi letala ter, da je začela na lovce nameščati nekvaliteten material in celo zamenjevati kovinske dele ogrodja z lesenimi.
Kljub vsem težavam in novim lovcem, ki so jih začeli v Sovjetski Zvezi izdelovati med tem časom, so Jak-1 sestavljali do julija 1944. Skupaj so izdelali kar 8.700 teh lovcev.

## Bojna uporaba
Ob nemški invaziji je bilo v aktivni uporabi 425 letal Jak-1, še veliko pa jih je bilo v različnih fazah sestavljanja. Letalo je bilo sicer izdelano za delovanje v višjih zračnih plasteh, kjer v tej fazi vojne ni prihajalo do spopadov, kljub temu pa se je izkazalo za najboljšo izbiro med vsemi tedanjimi sovjetskimi lovci. Lesena površina kril in slabo tesnjenje rezervoarjev so sicer zahtevali veliko vzdrževanja, vendar je bilo letalo zaradi svojih dokaj dobrih letalnih sposobnosti izjemno priljubljeno med piloti.
Jak-1 je bilo med drugim letalo obeh sovjetskih žensk, ki sta dosegli status letalskega asa, Lidije Litvjak in Katje Budanove.

## Uporabniki
- Francija
- Poljska
- Sovjetska zveza
- Jugoslavija